# Сурін Олександр Іванович
Олександр Іванович Сурін — молодший сержант Збройних Сил України, учасник російсько-української війни, що загинув у ході російського вторгнення в Україну в 2022 році.

## Життєпис
Олександр Сурін народився 10 лютого 1982 року в м. Житомир. Згодом з сім'єю переїхав до села Слобода-Селець Станишівської сільської ради. З 1988 року навчався в середній школі № 6 міста Житомира. Після закінчення восьми класів вступив до ліцею при Житомирському політехнічному інституті. Після закінчення ліцею вступив до Київського політехнічного інституту. Через два роки навчання вступив до лав ЗСУ, проходив військову службу в авіаційній частині міста Чугуєва на Харківщині. Після демобілізації закінчив КПІ за спеціальністю «Промислова біотехнологія». За спеціальністю роботи не знайшов, тому працював на різних роботах. Зокрема, охоронник загону «Варта» в Житомирській МРВДСО, в науково-виробничому підприємстві «Діада» — електрозварювальником, потім — лаборантом науково-виробничого підприємства «Електрогазохім», а також апаратником фіто-хімічного цеху ТОВ ДКП «Фармацевтична фабрика». У 2014 році з початком війни на сході України пішов до лав ЗСУ. З 2016 по 2019 роки проходив військову службу за контрактом. Під час участі в АТО був поранений в ногу. Звільнився у званні молодшого сержанта. Займався пасікою. З початком повномасштабного російського вторгнення в Україну був призваний першочергово по мобілізації. Військову службу проходив у складі 95-тої окремої десантно-штурмової бригади. Загинув Олександр Сурін 6 березня 2022 року біля селища Макарова на Київщині від авіаудару. Похований 14 березня 2022 року в селі Слобода-Селець Станишівської громади на Житомирщині.

## Родина
У загиблого залишилися батьки та сестра.

## Нагороди
- Орден «За мужність» III ступеня (2022, посмертно) — за особисту мужність і самовіддані дії, виявлені у захисті державного суверенітету та територіальної цілісності України, вірність військовій присязі[3].